# Luis Alva Castro
Pour les articles homonymes, voir Luis Castro.
Luis Alva Castro est un homme d'État péruvien. Il est né le 17 février 1942, dans la ville de Trujillo. Il est deuxième vice-président de la République, président du Conseil des ministres et président de la Chambre des députés du Pérou.

## Biographie

### Carrière politique
Il est élu à la Chambre des Députés du Pérou pour la période de 1980-1985. Chef de l'APRA (Partido apriste Peruano) de 1985 à 1990, il atteint le poste de secrétaire général après la démission d'Alan García. Il est également Premier ministre de 1985 à 1987, lorsque de graves conflits avec le président García le forcent à démissionner de son poste.
Il est le candidat de l'APRA lors des élections nationales de 1990, recueillant 22,6 % des voix.
En 1993, il préside les célébrations concernant le centenaire de la naissance de Víctor Raúl Haya de la Torre.
Il est ministre de l'Intérieur et est ensuite membre du Congrès péruvien représentant la Région de La Libertad, et sert également comme président de la Communauté andine en août 2001.